# Svatá Anna (přírodní památka)
Přírodní památka Svatá Anna je čedičová kupa (358 m n. m.) porostlá smíšenou teplomilnou habrovou doubravou. Vrch se nalézá v Českém ráji se asi 5 km severozápadně od Jičína mezi obcemi Ostružno a Dolní Lochov. Náleží do katastrálních území těchto dvou obcí. Na vrcholku suku stojí raně barokní kaple stejného jména.

## Důvod vyhlášení

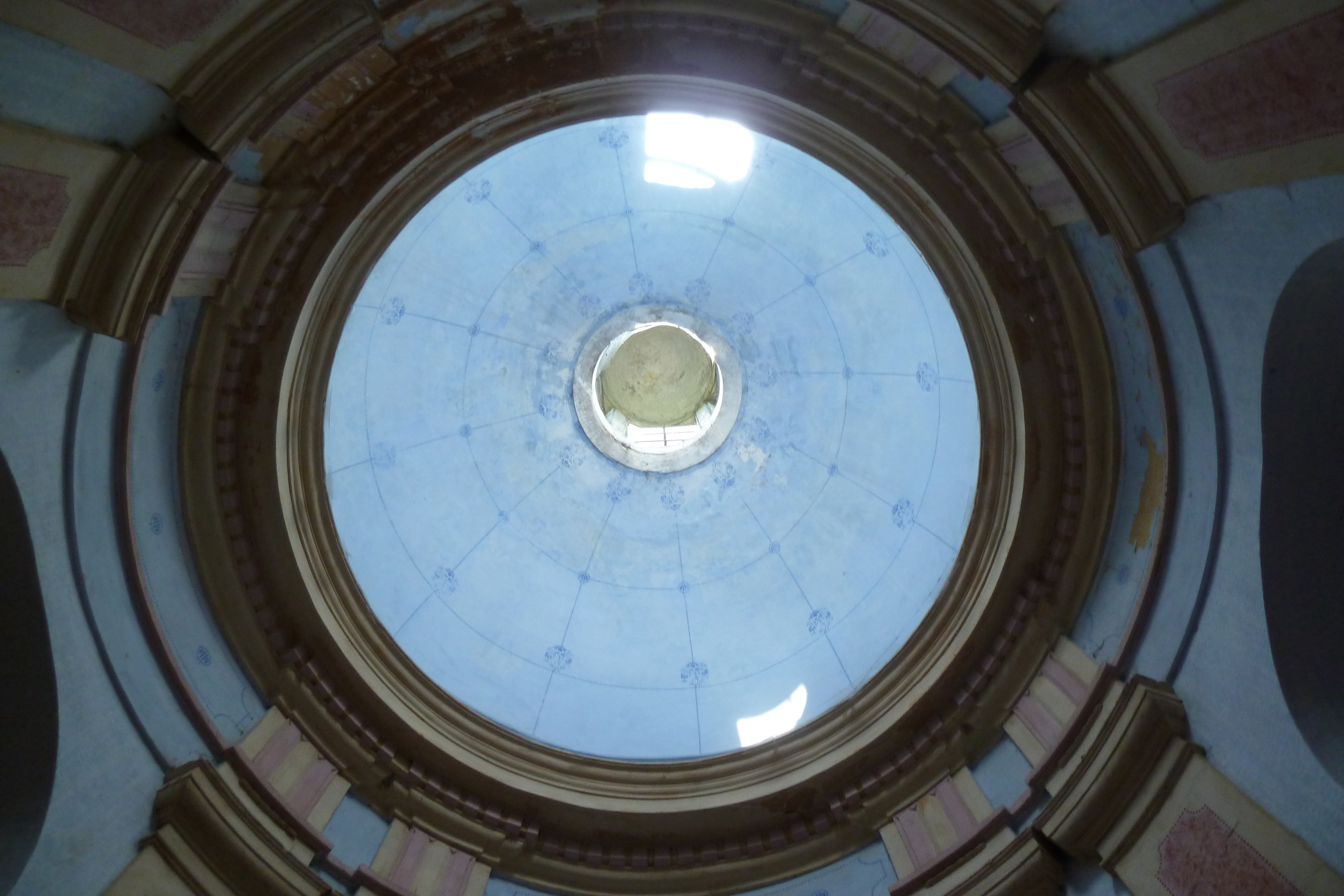
Interiér kaple - kupole

Předmětem ochrany je dubohabřina na čedičovém vrchu. Roste zde vzácná teplomilná květena.

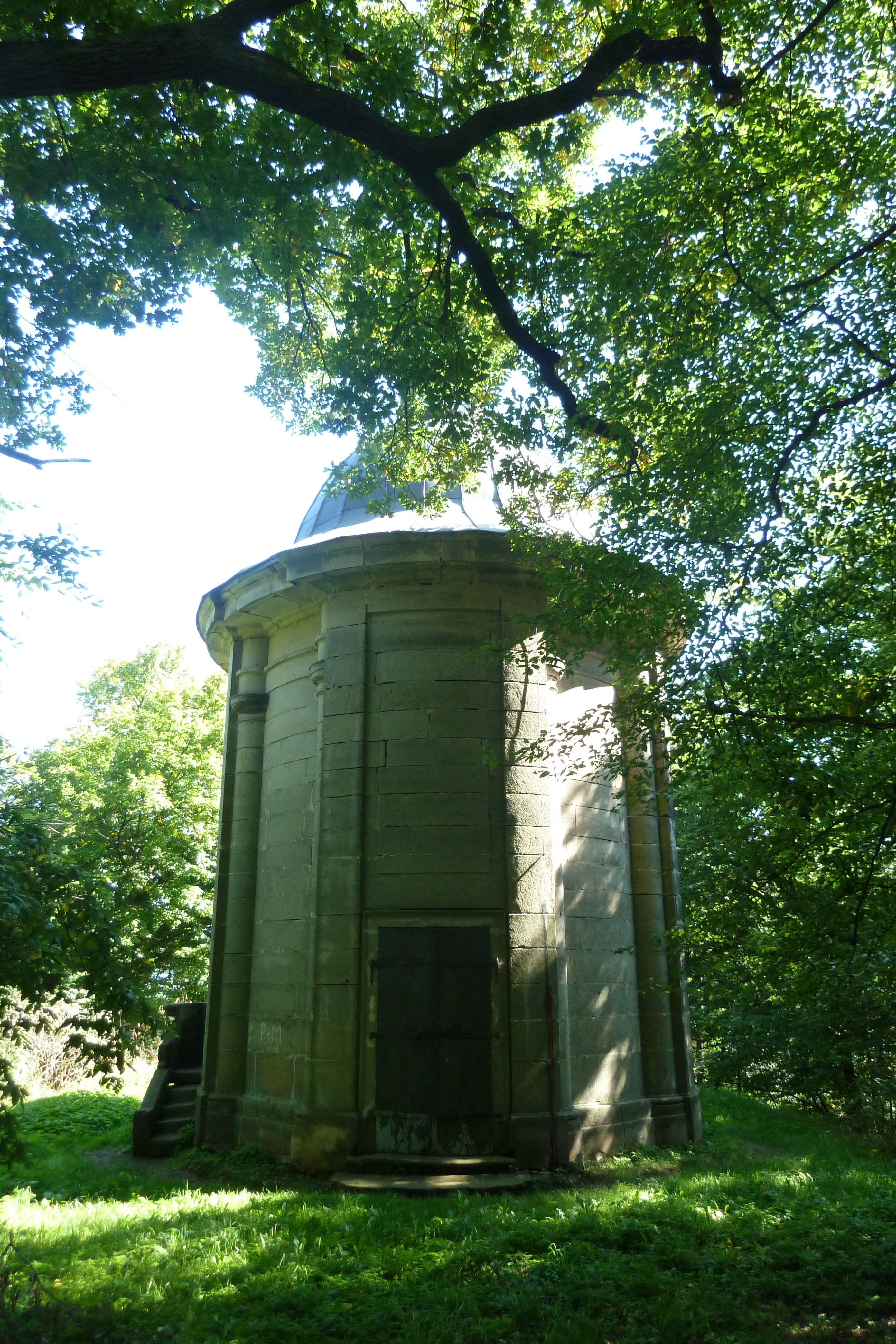
Kaple Svaté Anny na vrcholu čedičové kupy

## Kaple Svaté Anny
Kaple rotundového půdorysu byla vystavěna na vrcholu kolem roku 1670 na popud Františka Josefa Šlika. Autorem návrhu byl pravděpodobně architekt Jean Baptiste Mathey. Stavba dodnes slouží jako poutní místo.

## Geologie
Je to kuželovitý neovulkanický suk zvedající se nad Jičínskou kotlinou. Vrch je utvořen z bazaltoidních neogenních vulkanitů, ve kterých dominuje vulkanická brekcie. Vystupuje ze svrchnokřídových sedimentů (vápnitých jílovců a pískovců teplického souvrství). Půdní pokryv je složen z nasycené eutrofní kambizemě s rankery (typickým, litickým) obklopené hnědozeměmi (pseudoglejovou i typickou) a pararendzinami (kambizemní).
V oblasti terciérních vulkanitů mezi Mladou Boleslaví a Jičínem převládají izolované výskyty vulkánů strombolského typu vyskytující se podél zlomů směru východ–západ. Pouze vulkány Dubolka, Houser a Svatá Anna jsou spojeny v celek tvořící jednu soustavu přívodních kanálů.

## Geomorfologie
Vrch náleží do celku Jičínská pahorkatina, podcelku Turnovská pahorkatina, okrsku Vyskeřská vrchovina a podokrsku Troskovická vrchovina, konkrétně do její Samšinské části.

## Květena
V oblasti roste teplomilná flóra dubohabřin a lesních lemů. Díky specifickému geologickému podkladu s vysokým obsahem živin a přirozenému složení stromového patra se zde daří řepíku lékařskému (Agrimonia eupatoria), bukvici lékařské (Betonica officinalis), srpku obecnému (Falcaria vulgaris), svízeli lesní (Galium sylvaticum), hrachoru jarnímu (Lathyrus vernus), hruštičce menší (Pyrola minor), lilii zlatohlavé (Lilium martagon), hrachoru černému (Lathyrus niger) a černohlávku velkokvětému (Prunella grandiflora).

## Zvířena
Místo je důležitým hnízdištěm několika druhů ptáků. Mezi ně patří hrdlička divoká (Streptopelia turtur), strakapoud velký (Dendrocopos major), drozd zpěvný (Turdus philomelos), brhlík lesní (Sitta europaea). Na kraji lesního porostu se vyskytuje slepýš křehký (Anguis fragilis).

## Lesnictví
Les je z větší míry tvořen habrovou doubravou. Roste zde i smrková a borová monokultura. Záměrem lesního hospodaření v dubohabřině je odstraňování vtroušeného smrku a borovice. Smrčina má být postupně nahrazena dubem s příměsí buku.

## Povodí
Na severní straně protéká rybniční potok Malý Porák, na jižní straně zase rybniční potok Velký Porák protékající podél jižní strany celé skupiny Dubolka, Houser, Svatá Anna.

## Přístup
Pěšky se dá přijít odbočením z červené turistické značky vedoucí z Dolního Lochova, ze žluté začínající v Ostružně nebo ze silnice obě obce spojující. Automobilem se dá přijet do obou obcí odbočením ze silnice Mladá Boleslav – Jičín.